# هنريكي دومون
هنريكي دومون (بالبرتغالية: Henrique Dumont‏) هو شخصية أعمال برازيلي، ولد في 20 يوليو 1832 في ديامانتينا، ميناس جيرايس في البرازيل، وتوفي في 30 أغسطس 1892 في ريو دي جانيرو في البرازيل.